# Ochodaeus congoensis
Ochodaeus congoensis är en skalbaggsart som beskrevs av Benderitter 1913. Ochodaeus congoensis ingår i släktet Ochodaeus och familjen Ochodaeidae. Inga underarter finns listade i Catalogue of Life.